# ウメノチカラ
ウメノチカラとは日本の競走馬である。中央競馬のクラシック三冠馬シンザンのライバルとして知られ、東京優駿（日本ダービー）と菊花賞ではシンザンの2着に入るも一度も勝つことはできなかった。おもな勝ち鞍は朝日杯3歳ステークス。1963年最優秀3歳牡馬。三冠馬の好敵手と呼ばれた。

## 戦績
デビュー前から期待馬として知られており、同日デビュー予定だったシンザンの武田文吾調教師は「わざわざ負けに行くことはない」と言ってデビューをずらすほどだった。期待に違わずこの年は3勝をあげ、朝日杯3歳ステークスを制して1963年最優秀3歳牡馬に選出されている。
翌春、弥生賞とオープンのあと、シンザンと初対決となったスプリングステークスに出走したが、ヤマニンスーパーにも後れを取る3着に敗れた。皐月賞でも4番人気で3着に敗れている。東京優駿のトライアルとしてNHK杯に出走しオンワードセカンドを破り優勝。ふたたび対シンザンの１番手として東京優駿に挑んだが、直線で抜け出したシンザンを一度はかわしたものの、抜群の勝負根性を持つシンザンに差し返され、1馬身4分の1差の2着に終わった。
秋になり、古馬相手に毎日王冠2着のあと、セントライト記念をレコードで1着、オープン1着と調子を上げていった。対するシンザンが夏負けにかかったことから、菊花賞では単勝1番人気に推された。直線では一旦先頭に立つが、最後かわされると一瞬のうちに突き放され、2馬身半差の2着でクラシック競走を終えた。このあと有馬記念のファン投票では三冠馬シンザンより多くの票を集め、メイズイに次ぐ2位であった。シンザンは回避し出走していなかったが、勝ちきれず4着に終わっている。
翌年は新潟記念、毎日王冠に優勝したものの、秋シーズンは天皇賞（秋）で7着、クモハタ記念と第10回有馬記念は最下位に敗れた。だが翌年は復調し、天皇賞（春）では2着に入った。
引退後に種牡馬入りしているが、あまり人気が出ず1978年に種牡馬登録を抹消されている。

## 競走成績
- 1963年　
  - 1着　朝日杯3歳ステークス
- 1964年　
  - 1着　セントライト記念、NHK杯
  - 2着　東京優駿、菊花賞、毎日王冠
- 1965年
  - 1着　新潟記念、毎日王冠
- 1966年
  - 2着　天皇賞（春）

## 血統表
| ウメノチカラの血統ボワルセル系（セントサイモン系）／Blandford4×3×5=21.88% | ウメノチカラの血統ボワルセル系（セントサイモン系）／Blandford4×3×5=21.88% | ウメノチカラの血統ボワルセル系（セントサイモン系）／Blandford4×3×5=21.88% | （血統表の出典） | （血統表の出典） |
| 父 *ヒンドスタン Hindostan 1946 黒鹿毛                                    | 父の父Bois Roussel 1935 黒鹿毛                                            | Vatout                                                                    | Prince Chimay    | Prince Chimay    |
| 父 *ヒンドスタン Hindostan 1946 黒鹿毛                                    | 父の父Bois Roussel 1935 黒鹿毛                                            | Vatout                                                                    | Vasthi           |                  |
| 父 *ヒンドスタン Hindostan 1946 黒鹿毛                                    | 父の父Bois Roussel 1935 黒鹿毛                                            | Plucky Liege                                                              | Spearmint        | Spearmint        |
| 父 *ヒンドスタン Hindostan 1946 黒鹿毛                                    | 父の父Bois Roussel 1935 黒鹿毛                                            | Plucky Liege                                                              | Concertina       |                  |
| 父 *ヒンドスタン Hindostan 1946 黒鹿毛                                    | 父の母Sonibai 1939 鹿毛                                                   | Solario                                                                   | Gainsborough     | Gainsborough     |
| 父 *ヒンドスタン Hindostan 1946 黒鹿毛                                    | 父の母Sonibai 1939 鹿毛                                                   | Solario                                                                   | Sun Worship      |                  |
| 父 *ヒンドスタン Hindostan 1946 黒鹿毛                                    | 父の母Sonibai 1939 鹿毛                                                   | Udanipur                                                                  | Blandford        | Blandford        |
| 父 *ヒンドスタン Hindostan 1946 黒鹿毛                                    | 父の母Sonibai 1939 鹿毛                                                   | Udanipur                                                                  | Uganda           |                  |
| 母 トキノメーカー 1952 黒鹿毛                                             | 母の父*プリメロ Primero 1931 鹿毛                                         | Blandford                                                                 | Swynford         | Swynford         |
| 母 トキノメーカー 1952 黒鹿毛                                             | 母の父*プリメロ Primero 1931 鹿毛                                         | Blandford                                                                 | Blanche          |                  |
| 母 トキノメーカー 1952 黒鹿毛                                             | 母の父*プリメロ Primero 1931 鹿毛                                         | Athasi                                                                    | Farasi           | Farasi           |
| 母 トキノメーカー 1952 黒鹿毛                                             | 母の父*プリメロ Primero 1931 鹿毛                                         | Athasi                                                                    | Athgreany        |                  |
| 母 トキノメーカー 1952 黒鹿毛                                             | 母の母ラッキーパレード 1945 黒鹿毛                                        | イブキヤマ                                                                | *ステーツマン    | *ステーツマン    |
| 母 トキノメーカー 1952 黒鹿毛                                             | 母の母ラッキーパレード 1945 黒鹿毛                                        | イブキヤマ                                                                | ラウネラ         |                  |
| 母 トキノメーカー 1952 黒鹿毛                                             | 母の母ラッキーパレード 1945 黒鹿毛                                        | エツフォード                                                              | *シアンモア      | *シアンモア      |
| 母 トキノメーカー 1952 黒鹿毛                                             | 母の母ラッキーパレード 1945 黒鹿毛                                        | エツフォード                                                              | 越龍 F-No.6      |                  |